# タチアナ・トトミアニナ
タチアナ・イワノヴナ・トトミアニナ（ロシア語: Татьяна Ивановна Тотьмянина、1981年11月2日 - ）は、ロシアペルミ出身の女性フィギュアスケート選手。2006年トリノオリンピックペア金メダリスト。2004年、2005年世界フィギュアスケート選手権優勝。コーチは2001年までナタリア・パブロワ。以降はオレグ・ワシリエフ。振り付け師はスヴェトラーナ・コロル。現役時代の活動拠点はイリノイ州シカゴ。身長160センチ。趣味は読書と料理。パートナーはマキシム・マリニン。なお、ロシア語読みでは「タチヤーナ・イヴァーナヴナ・タチミャーニナ」が近い。

## 経歴

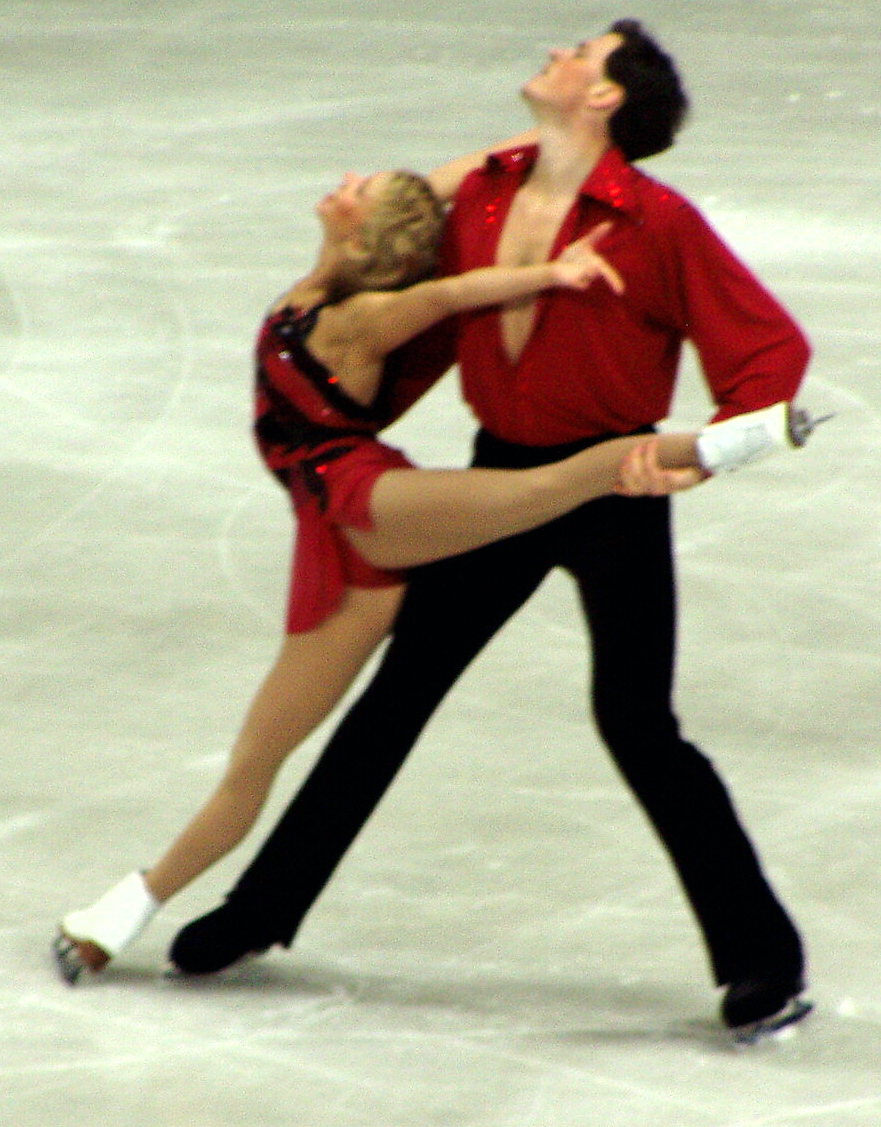
2004年世界選手権でのトトミアニナとマリニン

1985年にスケートを始める。もともとはシングルのスケーターであったが、1996-1997シーズンよりマキシム・マリニンとチームを組み、ペアに転向する。ペア転向当初はなかなか結果が伴わなかったが、2000年頃から有力チームとして認知されるようになる。2001年にはロシアから活動拠点をシカゴに移し、それにともなってコーチもワシリエフに変更している。
2002年のヨーロッパ選手権で初優勝を果たし、最初の大きなタイトルを獲得した（以降、引退する2005-2006シーズンまで5連覇）。直後の2002年ソルトレークシティオリンピックでは4位に食い込む。ただ、この時点では3位の申雪&趙宏博組との実力差は明らかであった。実際、2002年と2003年の世界選手権ではいずれも申雪&趙宏博組の後塵を拝して2位に終わっている。この時期までの彼等の演技について良く言われたのが、「技術的には上手いかもしれないが、これといった特徴に欠ける」という意見であった。
しかし2004年世界選手権で申雪&趙宏博組を抑え世界チャンピオンとなった。この大会では申雪&趙宏博組のコンディションが今ひとつであり、両者が万全の状態で激突したわけではなかったが、彼等の進境が著しいこともまた明らかであった。
この時期を境に申雪&趙宏博組が怪我に苦しんで万全の調子を発揮出来なかったこともあり、2000年代中盤を代表するこの二つのペアの全盛期はほとんど入れ違いのような形になっている。続く2004-2005シーズンではグランプリ・シリーズ初戦のスケート・アメリカでリフトを失敗してトトミアニナが頭部から氷上に落下という大事故を経験するも、シーズン後半には見事に復活して2005年の世界選手権を優勝（この時のフリー・プログラムは落下事故で使ったものと同じものである）。さらに2006年のトリノオリンピックでも張丹&張昊組、申雪&趙宏博組の猛追を押さえ込んでパーソナル・ベストの演技で優勝を勝ち取り、アマチュアのキャリアを終えた。
2008年までチャンピオンズ・オン・アイスツアーに参加していた。
2009年11月20日、アレクセイ・ヤグディンとの間には、2009年11月20日に長女エリザベータが誕生した。。2015年10月2日には、次女ミシェルが誕生した。2016年2月22日、ヤグディンと結婚した。

## 技術
シングル出身である彼らは、フリー演技の際、3トウループ＋2トウループというコンビネーションジャンプを飛んだ。現在でも通常ペアでは、2つのジャンプをシークエンス（ジャンプの後にステップを入れ、その後2回目のジャンプを飛ぶ）で飛ぶのが一般的。このペア以降、コンビネーションジャンプを飛ぶペアが増えた。トリプル・トウループやトリプル・サルコウもフリープログラムに採り入れている。

## 主な戦績
| 大会/年            | 1996-97 | 1997-98 | 1998-99 | 1999-00 | 2000-01 | 2001-02 | 2002-03 | 2003-04 | 2004-05 | 2005-06 |
| ------------------ | ------- | ------- | ------- | ------- | ------- | ------- | ------- | ------- | ------- | ------- |
| オリンピック       |         |         |         |         |         | 4       |         |         |         | 1       |
| 世界選手権         |         |         | 7       | 6       | 5       | 2       | 2       | 1       | 1       |         |
| 欧州選手権         |         |         | 5       | 5       | 2       | 1       | 1       | 1       | 1       | 1       |
| ロシア選手権       | 6       | 5       | 3       | 3       | 3       | 2       | 1       | 1       | 1       | 棄権    |
| GPファイナル       |         |         |         |         |         |         | 1       | 2       |         | 1       |
| GPエリック杯       |         |         | 5       | 2       |         | 4       | 1       | 2       |         | 1       |
| GPロシア杯         |         | 5       | 6       | 3       | 6       |         |         | 1       |         | 1       |
| GPスケートアメリカ |         |         | 7       |         | 3       | 3       | 1       |         | 棄権    |         |
| GPスケートカナダ   |         |         |         |         |         | 2       | 1       | 1       |         |         |
| GPスパルカッセン杯 |         |         |         |         | 3       |         |         |         |         |         |
| スケートイスラエル |         |         | 2       |         |         |         |         |         |         |         |
| シェーファー記念   |         | 5       |         |         |         |         |         |         |         |         |

### 詳細
| 2005-2006 シーズン    |                                                        |         |          |          |
| 開催日                | 大会名                                                 | SP      | FS       | 結果     |
| 2006年2月10日 - 26日  | トリノオリンピック（トリノ）                           | 1 68.64 | 1 135.84 | 1 204.48 |
| 2006年1月16日 - 22日  | 2006年ヨーロッパフィギュアスケート選手権（リヨン）     | 1 68.04 | 1 127.83 | 1 195.87 |
| 2005年12月16日 - 18日 | 2005/2006 ISUグランプリファイナル（東京）              | 1 66.92 | 1 126.68 | 1 193.60 |
| 2005年11月24日 - 27日 | ISUグランプリシリーズ ロシア杯（サンクトペテルブルク） | 1 64.62 | 1 133.30 | 1 197.92 |
| 2005年11月17日 - 19日 | ISUグランプリシリーズ エリック・ボンパール杯（パリ）   | 1 66.50 | 1 120.40 | 1 186.90 |

| 2004-2005 シーズン    |                                                        |         |          |          |
| 開催日                | 大会名                                                 | SP      | FS       | 結果     |
| 2005年3月14日 - 20日  | 2005年世界フィギュアスケート選手権（モスクワ）         | 1 70.12 | 1 128.37 | 1 198.49 |
| 2005年1月25日 - 30日  | 2005年ヨーロッパフィギュアスケート選手権（トリノ）     | 1 69.70 | 1 126.58 | 1 196.28 |
| 2004年10月21日 - 24日 | ISUグランプリシリーズ スケートアメリカ（ピッツバーグ） | 1 64.98 | -        | 棄権     |

| 2003-2004 シーズン       |                                                           |         |          |          |
| 開催日                   | 大会名                                                    | SP      | FS       | 結果     |
| 2004年3月22日 - 28日     | 2004年世界フィギュアスケート選手権（ドルトムント）        | 1       | 2        | 1        |
| 2004年2月2日 - 8日       | 2004年ヨーロッパフィギュアスケート選手権（ブダペスト）    | 1       | 1        | 1        |
| 2003年12月11日 - 14日    | 2003/2004 ISUグランプリファイナル（コロラドスプリングス） | 2 62.96 | 2 114.34 | 2 177.30 |
| 2003年11月20日 - 23日    | ISUグランプリシリーズ ロシア杯（モスクワ）                | 1 68.64 | 1 122.02 | 1 190.66 |
| 2003年11月14日 - 16日    | ISUグランプリシリーズ ラリック杯（パリ）                  | 1 63.88 | 4 101.32 | 2 165.20 |
| 2003年10月30日 - 11月2日 | ISUグランプリシリーズ スケートカナダ（ミシサガ）          | 2 67.24 | 1 126.78 | 1 194.02 |

| 2002-2003 シーズン       |                                                        |    |    |      |
| 開催日                   | 大会名                                                 | SP | FS | 結果 |
| 2003年3月24日 - 30日     | 2003年世界フィギュアスケート選手権（ワシントンD.C.）   | 1  | 2  | 2    |
| 2003年1月20日 - 26日     | 2003年ヨーロッパフィギュアスケート選手権（マルメ）     | 2  | 1  | 1    |
| 2002年11月14日 - 17日    | ISUグランプリシリーズ ラリック杯（パリ）               | 1  | 1  | 1    |
| 2002年10月31日 - 11月3日 | ISUグランプリシリーズ スケートカナダ（ケベックシティ） | 1  | 1  | 1    |
| 2002年10月23日 - 27日    | ISUグランプリシリーズ スケートアメリカ（スポケーン）   | 1  | 1  | 1    |